# Phaeospora
Phaeospora Hepp (feospora) – rodzaj grzybów z rodziny brodawnicowatych (Verrucariaceae). Niektóre gatunki należą do grupy grzybów naporostowych.

## Systematyka i nazewnictwo
Pozycja w klasyfikacji według Index Fungorum: Verrucariaceae, Verrucariales, Chaetothyriomycetidae, Eurotiomycetes, Pezizomycotina, Ascomycota, Fungi.
Synonimy nazwy naukowej: Phaeospora Hepp ex Stein, 
Pharcidiella (Sacc. & D. Sacc.) Clem. & Shear, 
Pyreniococcus Wheldon & A. Wilson, 
Pyrenulella Fink, 
Sphaerulina subgen. Pharcidiella Sacc. & D. Sacc..
Nazwa polska według W. Fałtynowicza.

## Niektóre gatunki
- Phaeospora exoriens (Stirt.) A.L. Sm. 1926
- Phaeospora lemaneae (Cohn ex Woronin) D. Hawksw. 1987
- Phaeospora oryzae (I. Miyake) Hara 1927
- Phaeospora parasitica (Lönnr.) Arnold 1874
- Phaeospora perrugosaria (Linds.) R. Sant. 2004
- Phaeospora protoblasteniae Alstrup & Olech 1996[4] – feospora kulistkowa
- Phaeospora rimosicola (Leight.) Hepp 1867 – feospora drobna
- Phaeospora squamarinae Etayo 2010
- Phaeospora verrucariae Alstrup & E.S. Hansen 2001

Nazwy naukowe na podstawie Index Fungorum.  Nazwy polskie według W. Fałtynowicza.